# Потік робіт
Поті́к робі́т (англ. Workflow) — впорядкована структура діяльності, яка організовує ресурси в процеси. Графічно може бути представлена як потік робіт в процесі та пов'язаних з ним підпроцесів, включаючи специфічні роботи, інформаційні залежності і послідовність рішень та робіт.
Для зображення потоку робіт використовують блок-схему або граф, яка складається з операцій (робіт), символів логіки, стрілок. Розгалуження блок-схеми мають логічні символи «І», «АБО». Стрілки використовують для відображення послідовності виконання операцій або потоку об'єктів (документи, ресурси). Крім того, модель потоку робіт може відображати виконавців, використовуване обладнання, програмні засоби тощо.
Потік робіт в інформаційному сенсі — спосіб надходження інформації до різноманітних об'єктів, які беруть участь у процесі. Зокрема, спосіб надходження документів до працівників.

## Застосування
Формалізований опис різноманітних процесів у економіці, фінансовій справі тощо.
«Work Flow» — поширений метод опису бізнес-процесів.
Менеджмент потоку робіт (Workflow Management) є перспективним інструментом реінжинірингу.